# USS Connecticut (BB-18)
La USS Connecticut (BB-18) fu una nave da battaglia statunitense, capoclasse della classe omonima, varata il 29 settembre 1904 e, al momento dell'entrata in servizio, avvenuta esattamente due anni dopo il varo, fu la nave più avanzata della Marina americana del periodo. Fu la quarta nave americana ad essere chiamata in onore dello stato del Connecticut.
Nel 1907 la Connecticut fu la nave ammiraglia durante l'esposizione che celebrava il trecentesimo anniversario della fondazione di Jamestown. Successivamente circumnavigò la Terra assieme alla Great White Fleet: questo evento servì agli Stati Uniti per mostrare le capacità della propria flotta d'alto mare. Durante la prima guerra mondiale, fu utilizzata come trasporto delle truppe per affrettare il ritorno delle American Expeditionary Forces dalla Francia.
Per il resto della sua carriera, la Connecticut navigò sia nell'Oceano Atlantico che nel Pacifico per istruire le nuove reclute della Marina. Tuttavia, le disposizioni del Trattato navale di Washington stipularono che molte delle vecchie navi da battaglia, tra cui la Connecticut, dovevano essere demolite. Perciò la BB-18 fu venduta per la demolizione il 1º novembre 1923.